# Časopis českých šachistů
Časopis českých šachistů – czeskie czasopismo szachowe wydawane w Pradze w latach 1906–1919. Od 1920 roku nosiło nazwę „Časopis československých šachistů”.